# Rosamaria Alberdi Castell

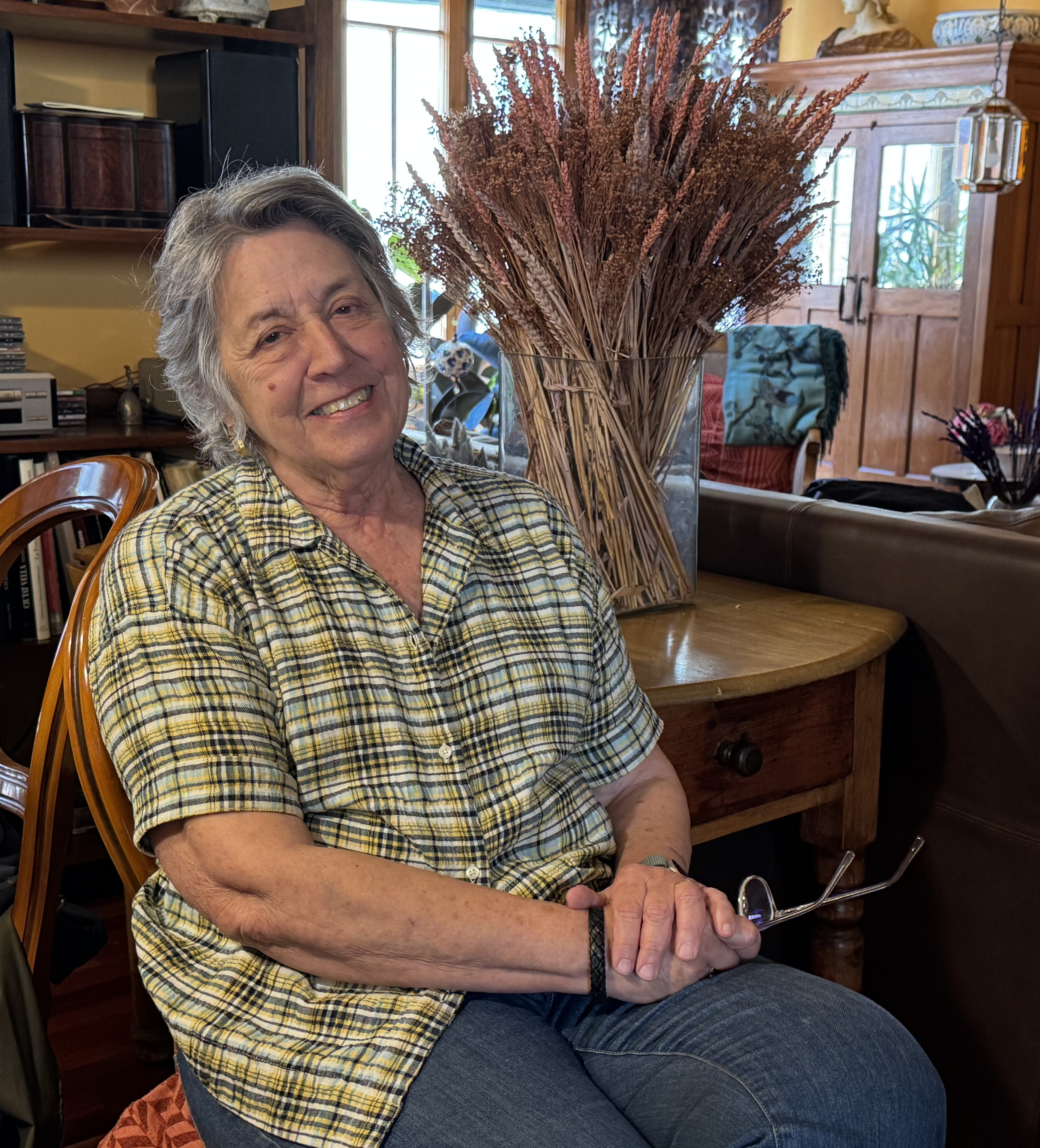
Rosamaria Alberdi

Rosamaria Alberdi Castell (* 13. Februar 1951 in Barcelona, Spanien) ist eine  spanische Politikerin und Hochschullehrerin. Sie ist emeritierte Professorin der Abteilung für Krankenpflege und Physiotherapie der Universität der Balearen (UIB).

## Leben und Werk
Castell erhielt ein Diplom in Krankenpflege, einen Bachelor-Abschluss in Psychologie, einen Master-Abschluss in öffentlicher Gesundheit an der Universidad de Antioquia in Medellin in Kolumbien und einen Master-Abschluss in Pflegedienstmanagement. An der Universität der Balearen erhielt sie einen Master-Abschluss in Kognition und menschlicher Evolution sowie ein Advanced Studies Diploma.
In Sevilla war sie 3 Jahre lang Direktorin der Krankenpflegeschule Virgen del Rocío. Von 1992 bis 1996 war sie Mitglied des Gesundheitsbeirats des Gesundheitsministeriums.
2000 wurde sie Universitätsprofessorin an der Universität der Balearen, wo sie Ethik und Dienstleistungsverwaltung an der Fakultät für Krankenpflege und Physiotherapie lehrte. Zusätzlich zu ihren Lehrtätigkeiten war sie verantwortlich für die Abteilung für professionelles Management des Gesundheitsministeriums, Generalkoordinatorin des Vize-Gesundheitsministeriums der andalusischen Regierung und Beraterin des Generaldirektors für Ressourcenmanagement des andalusischen Gesundheitsdienstes. Darüber hinaus war sie Mitglied des Beratungsausschusses des Ministers für Gesundheit und Verbraucherschutz, des Gesundheitsbeirats von Andalusien und des Gesundheitsbeirats der Regierung der Balearen. Von 2004 bis 2012 war sie außerdem Mitglied des Parlaments der Balearen.
2020 wurde sie Prodekanin der Fakultät für Krankenpflege und Physiotherapie der Universität der Balearen und 2021 wurde sie zur emeritierten Professorin ernannt.
Sie ist Co-Autorin von 6 Büchern, diversen Buchkapiteln und Autorin von 60 wissenschaftlichen Artikeln in nationalen und internationalen Fachzeitschriften. Sie war Gründungsmitglied der Spanischen Vereinigung für öffentliche Gesundheit und der Spanischen Vereinigung für Krankenpflegelehre, deren Präsidentin sie war.

## Auszeichnungen und Ehrungen (Auswahl)
- 2004: A prop teu Award der offiziellen Col·legi d'Infermeres i Infermers de Catalunya
- 2014: Ehrenakademiker der Academia de Ciencias de la Enfermería de Bizkaya
- 2016: Ehrendoktorwürde der Universität Murcia[9][10][11][12]
- 2024: Ehrendoktorin der Fakultät für Krankenpflege der Universidad de la República in Uruguay[13][14]

## Veröffentlichungen (Auswahl)
- Sobre la necesaria defensa de la dignidad. Revista ROL de enfermería, ISSN 0210-5020, Vol. 28, Nº. 4, 2005, S. 31–32.
- Usen la poesia. Revista Española de Enfermería de Salud Mental, Nº. 18, 2023.